# Edward Cullen
Edward Cullen is een van de hoofdpersonen uit de film en de boekenreeks Twilight, geschreven door Stephenie Meyer. Hij is de adoptiezoon van Carlisle en Esme Cullen en de adoptiebroer van Emmett en Alice Cullen en Jasper en Rosalie Hale.
In alle 5 de films (Twilight, New Moon, Eclipse en zowel Breaking Dawn part 1 als Part 2) wordt hij vertolkt door Robert Pattinson.

## Achtergrond
Edward Cullen werd geboren als Edward Anthony Masen op 20 juni 1901 in Chicago, Illinois. Hij wilde soldaat worden en vocht in de Eerste Wereldoorlog. Zijn leven veranderde toen hij en zijn ouders ziek werden tijdens de Spaanse griep-epidemie in 1918.

Zijn vader, Edward Masen senior, stierf tijdens de eerste griepgolf. Zijn moeder, Elizabeth Masen, lag op sterven en smeekte net voor haar overlijden de dokter, Carlisle Cullen, alles te doen wat hij kon om haar zoon te redden.

Carlisle Cullen gaf gehoor aan haar wens, toen duidelijk werd dat er geen hoop meer was dat Edward zou blijven leven. Hij nam hem mee uit het ziekenhuis en veranderde hem in een vampier. Later vertelt hij dat hij het gevoel kreeg dat Edwards moeder wist dat hij een vampier was en dat ze hem daarom vroeg haar zoon te redden.
In het begin van zijn leven als vampier heeft Edward een rebelse periode gekend. Hij bleek te beschikken over de gave om gedachten te kunnen lezen. Deze gave gebruikte hij: bij zijn dorst naar mensenbloed zocht hij alleen de slechte mensen uit om te doden. Later had hij spijt van deze keuze, en keerde terug naar Carlisle, vastbesloten om zich vanaf nu alleen nog te voeden met het bloed van dieren.
De daaropvolgende 80 jaar werd het gezin Cullen uitgebreid met nog vijf personen. Drie hiervan werden door Carlisle zelf tot vampier gemaakt, nadat hij hen vond terwijl ze stervende waren. Esme, die zelfmoord probeerde te plegen na de dood van haar zoontje, werd Carlisles echtgenote en Edwards adoptiemoeder. Rosalie Hale, een jong meisje dat werd verkracht en mishandeld door haar verloofde en zijn vrienden, was bedoeld als geliefde voor Edward, maar hij hield slechts van haar als een zus. Emmett Cullen kwam bij het gezin nadat hij gevonden was door Rosalie in de bossen. In de jaren 50 kwamen Jasper Hale en Alice Cullen als laatste leden bij de Cullens wonen.
Edward, de enige van het gezin zonder partner, had nooit van iemand gehouden, hoewel hij als mens altijd verwacht had jong te zullen trouwen. Op zijn zeventiende voelde hij zich een volwassen man. Zijn leven veranderde toen hij Isabella Swan alias Bella ontmoette en verliefd op haar werd. Hij werd bang dat hij zijn instincten niet zou kunnen bedwingen, Bella zou doden en hiermee ook het geheim van zijn familie zou verraden. Hierdoor nam hij drastische maatregelen om Bella te ontlopen.

## Boeken

### Twilight
Als een nieuw meisje, Isabella Swan (alias Bella), in het dorp Forks komt wonen, merkt Edward al gauw dat hij zich tot haar aangetrokken voelt. Hij is altijd gewend geweest iedereens gedachten te kunnen lezen, maar bij Bella lukt hem dat niet. Dat intrigeert hem en hij probeert via de gedachten van anderen zo veel mogelijk over haar te ontdekken. Al snel komt hij erachter dat alle jongens van de school haar leuk vinden. Als ze naast hem wordt gezet in de biologieles, ruikt hij haar bloed. Haar geur maakt ongelooflijke instincten in hem wakker en hij is bang dat hij zichzelf niet in de hand zal kunnen houden. Hij vecht tegen de aandrang haar te doden en na de les probeert hij wanhopig in een andere klas te worden ingedeeld. Dit lukt echter niet en hij vertrekt naar Denali in Alaska, waar een andere vegetarische vampier-clan leeft. Hij hoopt hier een beetje te kunnen kalmeren: hij wil zijn adoptieouders, en vooral Carlisle, niet teleurstellen.
Na een week keert hij terug en heeft hij zichzelf weer iets meer onder controle. Hij stelt zichzelf aan Bella voor en is gefascineerd door haar geur en het feit dat hij haar gedachten niet kan lezen: daardoor lukt het hem maar niet om uit haar buurt te blijven, hoewel hij diep van binnen weet dat hij dat beter wél zou kunnen doen.

Hij redt haar net op tijd als Tylers busje in een slip raakt en Bella bijna wordt verpletterd. Daarna weigert hij met haar te praten. Mike Newton, een andere jongen uit de klas, probeert Bella te versieren als hij merkt dat Edward uit beeld is, en Edward merkt dat hij zich vreselijk jaloers voelt. Hij besluit dit gevoel weg te drukken. Als hij op een nacht echter naar haar kamer gaat om te zien hoe ze daar ligt te slapen, hoort hij hoe ze in haar slaap zijn naam zegt. Op dat moment beseft hij dat hij verliefd op haar is.
Het lukt hem niet meer bij haar vandaan te blijven en na een avond in Port Angeles ontdekt Edward dat Bella weet dat hij een vampier is, en dat ze ook verliefd op hem is. Na een tijdje neemt Edward Bella mee naar huis om haar aan zijn familie voor te stellen, die haar (op Rosalie na) onmiddellijk in hun hart sluiten.
Alice Cullen, Edwards zus, nodigt hen uit voor een partijtje honkbal. Edward neemt Bella mee naar het open veld in het bos, maar drie ongenode gasten duiken op: James, Laurent en Victoria. James ruikt Bella's geur en als Edward haar beschermt tegen de aanval die James wil doen, besluit James op haar te gaan jagen voor de kick.

Bella moet het stadje verlaten omdat ze in groot gevaar is. Alice en Jasper verbergen haar in Phoenix. Edward probeert James op een dwaalspoor te brengen, maar dit mislukt. James weet Bella te vinden in Phoenix, waar hij haar naar een balletstudio lokt met de bedreiging dat hij anders haar moeder iets aan zal doen.

Bella vindt dat ze geen keus heeft en gaat erheen. Nog net op tijd wordt ze gevonden door Edward en de andere Cullens, maar ze is al gebeten in haar pols. Edward zuigt het gif uit haar lichaam, om te voorkomen dat ze een vampier zal worden, en redt zo haar leven, maar door het gif uit Bella's lichaam te zuigen proeft hij ook haar bloed. Edward verliest bijna zijn controle hierdoor en doodt Bella bijna waardoor Bella enige tijd in het ziekenhuis ligt.
Na hun terugkeer naar Forks neemt Edward Bella mee naar het eindfeest van school. Daar vraagt ze hem of hij een vampier van haar wil maken, maar Edward weigert. Hij wil haar naar eigen zeggen niet veranderen in een monster en zo haar ziel afnemen.

### Nieuwe maan
In het boek Nieuwe Maan baalt Bella grondig van het feit dat ze haar 18e verjaardag viert, omdat ze nu ouder is dan Edward, die eeuwig 17 zal blijven. Op haar verjaardagsfeestje snijdt Bella in haar vinger terwijl ze haar cadeautjes uitpakt, en Edwards broer Jasper ruikt haar bloed. Hij kan zich niet bedwingen en valt haar aan, tegengehouden door de andere gezinsleden. Edward duwt Bella achter hem om haar te beschermen, maar ze valt door een glazen tafel en verwondt haar arm. Ze bloedt hevig en alleen Carlisle kan het verdragen om in de kamer te blijven en haar te verzorgen.

Deze gebeurtenis is iets waar Edward altijd bang voor was geweest; namelijk dat hij en/of zijn familie Bella pijn doen door wat ze zijn.
Om haar te beschermen, vertelt hij haar dat hij niet langer verliefd meer op haar is, en hij laat haar achter in het bos. Het gezin Cullen verhuist. Bella blijft gebroken en verdrietig achter en komt in een hevige depressie terecht. Na vier maanden tijd wordt ze 'wakker' geschud als ze naar een zombie film in Port Angeles gaat, en daar op een paar onbekende ruw uitziende jongens afstapt. Hierdoor krijgt ze een hallucinatie van Edward die haar waarschuwt dat het gevaarlijk is. Vanaf die avond beseft Bella dat ze een manier heeft gevonden om Edward toch te blijven zien, zonder dat het pijn doet. Ze zoekt Jacob Black op, een oude vriend van de familie. Bella beseft dat, hoe meer ze bij Jacob is, hoe minder de pijn is die veroorzaakt wordt door de afwezigheid van de Cullens. Jacob groeit uit tot haar beste vriend. Hoewel Edward meer dan een eeuw zonder liefde heeft geleefd voordat hij Bella ontmoette, vindt hij het ook moeilijk om zonder haar te leven. Hij raakt depressief bij de gedachte aan een eeuwig leven zonder liefde.
Door een misverstand krijgt hij van zijn zus Rosalie te horen dat Alice een visioen heeft gehad doordat Bella van een klif in La Push is gesprongen. Als hij belt om Bella te vragen hoe het gaat, krijgt hij Jacob aan de lijn, die hem vertelt dat Charlie een begrafenis aan het regelen is. Hij heeft het dan over de begrafenis van een vriend, maar Edward denkt dat Bella zelfmoord heeft gepleegd. Hij vertrekt naar Italië, op zoek naar de Volturi, een vampier-familie, die hij wil vragen hem te doden. Samen met Alice haast Bella zich naar Italië om Edward tegen te houden.

Bella ontmoet daar de Volturi, en Edward en Alice ontdekken dat Bella ook immuun is voor andere gaven van vampieren. Na hun terugkeer uit Italië legt Edward uit waarom hij weg is gegaan en vertelt hij Bella dat het hem spijt. Ze vergeeft hem en ze zetten hun relatie voort. Bella beseft dat ze deze situatie (zij een mens, hij een vampier) niet eeuwig vol zullen kunnen houden, en zoekt steun bij Edwards familie voor haar wens om ook een vampier te worden. Edward is aanvankelijk woedend als hij eraan denkt dat Bella haar menselijkheid wil opgeven om bij hem te zijn, maar Edwards familie stemt voor en de datum van Bella's transformatie staat ná haar examenuitreiking gepland.
Korte tijd later komt Jacob Black, een weerwolf, weer terug in beeld. Edward bedankt Jacob dat hij Bella heeft beschermd tijdens zijn afwezigheid, en vraagt hem wat hij kan doen om hem terug te betalen. Jacob, die verliefd op Bella is, wil dat Edward weggaat en nooit meer terugkomt, maar Edward zegt dat dit alleen Bella's beslissing kan zijn. Jacob waarschuwt Edward ook voor de wapenstilstand, die de Quileutes eeuwen geleden met de Cullens sloten, en zegt dat het verbroken zal worden als hij Bella bijt.

### Eclipse
Bella heeft huisarrest van Charlie (haar vader) gekregen na haar plotselinge vertrek. Edward bezoekt haar elke dag en laat haar inschrijfformulieren voor universiteiten invullen. Hij hoopt dat Bella toch graag die ervaring als mens wil meemaken, en daardoor wacht met vampier worden. Bella heeft Jacob Black na zijn waarschuwing niet meer gesproken. Edward verbiedt het haar om naar La Push te gaan, omdat hij zegt dat weerwolven te gevaarlijk zijn. Daarbij kan hij haar daar niet beschermen, want dan verbreekt hij het verdrag. Ondertussen loopt er in Seattle een moordenaar rond, die elke dag meer en meer slachtoffers maakt.
Nadat Bella een paar keer stiekem naar La Push is gegaan om te praten met Jacob, geeft Edward haar toestemming om erheen te gaan.
Jacob verklaart zijn liefde aan Bella en zegt dat ze hem moet kiezen in plaats van Edward, dan kust hij haar. Bella is behoorlijk overstuur omdat hij haar gekust heeft, en Edward zegt dat als Jacob dat nog een keer zonder toestemming van Bella doet, hij zijn kaak breekt. Ondertussen komen hij en de rest van de Cullens erachter dat het geen moordenaar is in Seattle, maar een jonge, net gecreëerde vampier. Ze maken plannen om deze jonge vampier tegen te houden, tot ze te weten komen dat het er niet een is, maar een heel leger.
Een van de onbekende vampieren is in Bella's kamer geweest en heeft spullen meegenomen. Bella schrikt hier heel erg van, maar nog meer als ze beseft dat haar eindexamen voor de deur staat; samen met haar transformatie. Edward zegt dat ze Bella niet gaan transformeren als ze er nog niet klaar voor is, en ook niet uit angst voor het onbekende vampierenleger in Seattle.

Vlak voor hun examenuitreiking beseft Bella iets: dat degene die het vampierenleger in Seattle heeft gemaakt dat heeft gedaan óm haar. Ze linkt al gauw Victoria (die we eerder al zagen in Twilight en New Moon) aan het hele gebeuren, ervan overtuigd dat die wraak op haar wil nemen. De Cullens roepen de hulp van de Denali-clan in, maar die willen alleen maar helpen als ze toestemming krijgen van de Cullens om de weerwolven aan te vallen, want zij hebben Laurent gedood, die samen was met Irina (een vampier van de Denali-clan). De Cullens geven geen toestemming, want ze willen geen oorlog beginnen. Dan biedt Jacob zichzelf en zijn roedel aan, en een samenwerking met de weerwolven begint.
Vlak voor het grote gevecht slaapt Bella bij Edward. Edward geeft Bella een diamanten hartje, zodat ze die aan haar bedelarmband kan hangen, naast de houten wolf (een cadeau van Jacob). Bella vertelt Edward dat ze nóg iets wil behalve vampier worden. Namelijk de liefde bedrijven met hem. Edward weigert dit en zegt dat het te gevaarlijk is als Bella nog mens is. Uiteindelijk zegt Edward dat hij het wil doen, én haar wil veranderen in een vampier, maar dat er iets tegenover staat. Namelijk dat ze eerst met hem moet trouwen. Bella stemt hiermee in en Edward doet dan zijn officiële huwelijksaanzoek.
De dag van het gevecht zit Bella in de bergen, samen met Edward. Edward heeft beloofd bij haar te blijven omdat Bella het niet aankon zonder hem daar te zitten. Jacob hoort van hun verloving en vertrekt en zegt dat hij er misschien wel een einde aan zichzelf maakt tijdens het gevecht. Edward haalt Jacob terug zodat hij met Bella kan praten. Bella verleid Jacob en ze zoenen opnieuw; dan beseft Bella dat ze ook verliefd op Jacob is, zoals hij al die tijd al zei.
Na de zoen vertrekt Jacob om te gaan vechten, en Bella voelt zich schuldig. Edward troost haar en zegt dat hij achter haar zal staan, wat haar keuze ook is. Dan komt Victoria op de berg aan. Edward vecht met haar en vermoordt haar uiteindelijk ook. De Cullens en de roedel verslaan de vampieren, al raakt Jacob ernstig gewond.
Bella zoekt Jacob op en zegt dat haar keuze gemaakt is; ze kiest voor Edward. Ze geeft Alice toestemming om de bruiloft te regelen, en samen met Edward gaat ze het aan Charlie vertellen. De bruiloft staat dezelfde zomer nog gepland.

### Morgenrood
Edward en Bella trouwen in een prachtige ceremonie georganiseerd door Alice. Jacob Black verstoort echter even de receptie, als hij ontdekt heeft dat Edward een echte huwelijksnacht met Bella gaat hebben voordat zij een vampier wordt. Hij is bang dat Edward haar zal doden.

Edward en Bella brengen hun huwelijksreis door op Isle Esme, een klein eiland dat aan Esme cadeau is gedaan door Carlisle. Daar vrijen ze met elkaar, maar de ochtend daarop doet zich een kleine ruzie voor tussen het pasgetrouwde stel: hij is doodsbang dat hij zijn echtgenote pijn heeft gedaan, maar Bella zegt dat er niets aan de hand is en wil opnieuw met hem vrijen. Hij zweert dat hij niet meer met haar zal vrijen zolang ze nog menselijk is, maar gaat uiteindelijk overstag. Kort daarna wordt Bella ziek en ontdekt ze dat ze zwanger is.
Alice is geschrokken doordat ze Bella niet meer kon zien in haar visioenen en belt Edward. Als Carlisle aan de telefoon komt bevestigt hij dat Bella inderdaad zwanger is. Edward, die van de schoonmaakster de legendes van hun volk heeft gehoord, probeert Bella over te halen tot een abortus, omdat hij het niet kan verdragen haar te verliezen. Bella weigert echter omdat ze het kind wil houden en ze roept de hulp in van Rosalie. Aan het einde van de zwangerschap kan Edward de gedachten van het kind horen, en hij is verrast als hij ontdekt dat het kind al van Bella en hem houdt.
Na een bloederige bevalling komt hun dochter ter wereld en ze noemen haar Renesmee, een samenvoeging van de namen van Bella's moeder en Edwards adoptiemoeder, haar tweede naam is Carlie en samenvoeging van Carlisle en Charlie. Kort hierna sterft ze bijna. Jacob probeert haar te reanimeren maar het lukt niet en dan spuit Edward maar gif uit een spuit in haar hart. Jacob geeft de hoop op en loopt moedeloos naar beneden, maar het lukt Edward om haar hart weer aan de praat te krijgen door haar nog een paar keer te bijten. Bella's transformatie begint een paar dagen later als ze al dood was.

Tijdens de reanimatie wordt Jacob Black woedend, omdat hij denkt dat Bella dood is. Hij geeft Renesmee hiervan de schuld en wil haar doden, maar als hij op het punt staat te veranderen, kijkt Renesmee Jacob aan, en dan wordt hij ingeprent met Renesmee.
Nadat Bella is veranderd neemt Edward haar mee op jacht. Hij is diep onder de indruk als Bella de geur van mensenbloed weet te weerstaan. Edward en Jacob lijken inmiddels bevriend te zijn geraakt, ondanks Edwards irritatie vanwege het feit dat Jacob Renesmees zielsverwant is.
Een aantal maanden later denkt Irina, een vampier uit de Denali-clan, dat Renesmee een onsterfelijk kind is, een creatie die verboden is in de vampierwereld, want zij zijn niet in staat het geheim te bewaren. Irina gaat naar de Volturi, die er vervolgens op uit gaan om de Cullens te vernietigen. In de maand die het duurt voordat de Volturi aankomen, zoeken de Cullens overal hulp en assistentie: de Denali-clan en hun vrienden om te getuigen. Als de Denali-clan is gearriveerd ontdekt een lid daarvan dat Bella een schild is.
Als de Volturi zijn gearriveerd, dreigt het op een gevecht uit te lopen. Uiteindelijk raken de Volturi er echter van overtuigd dat Renesmee geen bedreiging is, en ze gaan weer weg. Edward, Bella en Renesmee hebben eindelijk de eeuwigheid tot hun beschikking.

## Karakteristieken

### Innerlijk
Edward wordt in het boek door Bella beschreven als charmant, vriendelijk, vasthoudend en heel koppig. Hij gedraagt zich heel beschermend ten opzichte van Bella en haar veiligheid als mens gaat voor hem boven alles: ook boven zijn eigen wensen en verlangens. Hij piekert veel en is soms overbezorgd, zeker als Bella's leven in gevaar is. Edward is niet gelukkig als vampier en vindt zichzelf terecht een monster. Nadat hij verliefd wordt op Bella, wenste hij dat hij nog steeds een mens was in plaats van een vampier.
Edward is muzikaal en speelt virtuoos piano. Hij houdt van een wijd scala aan muziekgenres.
Aangezien vampiers van snelheid houden, heeft Edward een voorliefde voor snelle auto's. Zo heeft hij zelf een zilverkleurige Volvo C30 sport.
In Breaking Dawn krijgen hij en Bella een dochtertje. In het begin was hij tegen de zwangerschap, maar vanaf het eerste moment dat hij de gedachten van de baby hoort en hoort dat de baby al van hem en Bella houdt, is hij blij dat hij een baby krijgt. Hij houdt net zoveel van de baby als van Bella. De baby noemen ze Renesmee, dat zijn de namen van de moeders van Edward en Bella. Renéé is de moeder van Bella en Esme is de adoptiemoeder van Edward daar door de naam Renesmee.

### Uiterlijk
Zoals van alle vampiers in de Twilight-boeken, is ook Edwards uiterlijk onmogelijk mooi en perfect. Zijn huid lijkt op marmer: lijkbleek (krijtwit) en ijskoud. In het zonlicht schittert zijn huid alsof het bezet is met duizenden diamanten.
Bella beschrijft zijn gezicht als zijnde perfect: hoge jukbeenderen, sterke kaaklijn, een rechte neus, bronskleurig haar en volle lippen.
Rond zijn ogen zie je paarse schaduwen, het gevolg van zijn slapeloosheid (vampiers slapen niet). Zijn irissen waren tijdens zijn menselijk leven groen. Nu hebben ze verscheidene tinten goud, variërend tussen oker, geel, karamel en topaas. Zijn irissen worden uiteindelijk bijna zwart, als hij lange tijd geen (dierlijk) bloed drinkt. Alleen bij vampiers die menselijk bloed drinken of net geboren (herboren als vampier) zijn de irissen wijnrood.

### Typische kenmerken van een vampier
Edward bezit, zoals iedere andere vampier in de Twilight-boeken, bovenmenselijke schoonheid, kracht, zintuigen, snelheid en uithoudingsvermogen. Zijn geur en stem kunnen mensen verleiden. Een vampier heeft normaal geen behoefte aan ademen maar Edward koos er zelf voor dit wel te doen. Oorspronkelijk deed hij dit uit gewoonte maar het zorgt ervoor dat hij beter geuren opvangt. Hij kan geen normaal eten consumeren (hij kan het niet verteren). Omdat Edward dierenbloed drinkt in plaats van mensenbloed, vergelijkt hij zichzelf met een vegetariër.
Sommige vampieren hebben naast de gewone kenmerken ook enkele specialiteiten of dingen waar ze extreem goed in zijn. Meestal gaat het over kwaliteiten uit hun mensenleven die van tevoren al duidelijk zichtbaar waren, maar als vampier nog extra versterkt werden - zo sterk dat het hun bovenmenselijkheid duidelijker maakt. Zo is Edward de snelste van de Cullen-familie. Hij rent iedereen voorbij. Hoogstwaarschijnlijk kon hij in zijn mensenleven dus ook al sneller dan gemiddeld rennen. Daarnaast was Edward, als mens, zeer empathisch aangelegd. Het gevolg hiervan is dat hij als vampier de gedachten van anderen kan lezen. De enige uitzondering hierop is Bella - die zelfs als mens al een bovenmenselijke kracht heeft, die duidelijk omschreven wordt wanneer ze zelf vampier wordt, ze heeft namelijk een beschermend schild om haar heen, die ze later (als vampier) weet te ontwikkelen. Zijn (adoptie)zus, Alice, heeft de gave gekregen om in de toekomst te kijken (als mens kon ze de waarschijnlijkheid van dingen dus al goed inschatten). Haar gave is alleen niet perfect - het hangt af van de beslissingen die andere wezens nemen. Zijn (adoptie)broer Jasper kan emoties van levende wezens om zich heen zien en beïnvloeden. Die omgeving van emoties beïnvloedt hem ook. Daarom wil hij Bella ook vermoorden maar weet zich in te houden.